# Caridina ensifera
Caridina ensifera là một loại tôm nước ngọt từ Sulawesi. Đây là một trong 11 loài đặc hữu thuộc chi Caridina của Hồ Poso. Nó sống trên nhiều chất nền khác nhau, bao gồm gỗ, đá, cát và thực vật. Người ta nghi ngờ nó chỉ sống ở vùng nước nông.

## References
1. ↑  De Grave, S.; Wowor, D.; Klotz, W. (2013). "Caridina ensifera". Sách đỏ IUCN về các loài bị đe dọa. Quyển 2013. tr. e.T197967A2506841. doi:10.2305/IUCN.UK.2013-1.RLTS.T197967A2506841.en. Truy cập ngày 19 tháng 11 năm 2021.
2. ↑  WoRMS (2018). Caridina ensifera Schenkel, 1902. Accessed at: http://www.marinespecies.org/aphia.php?p=taxdetails&id=586209 on 2018-04-09
3. ↑  Klotz, Werner, et al. "Lake Poso's shrimp fauna revisited: the description of five new species of the genus Caridina (Crustacea, Decapoda, Atyidae) more than doubles the number of endemic lacustrine species." ZooKeys 1009 (2021): 81.
4. ↑  De Grave, S.; Wowor, D.; Klotz, W. (2013). "Caridina ensifera". Sách đỏ IUCN về các loài bị đe dọa. Quyển 2013. tr. e.T197967A2506841. doi:10.2305/IUCN.UK.2013-1.RLTS.T197967A2506841.en. Truy cập ngày 14 tháng 1 năm 2021.